# John Llewellyn Moxey
John Llewellyn Moxey (* 26. Februar 1925 in Argentinien; † 29. April 2019 in University Place, Washington, USA) war ein britischer Filmregisseur.

## Leben und Wirken
John L. Moxeys Vater war zur Zeit von Johns Geburt in Argentinien im Stahl- und Kohlegeschäft tätig. Wieder daheim, wurde John Llewellyn Moxey gegen Ende des Zweiten Weltkriegs noch eingezogen. Wieder zurück im Zivilleben, begann Moxeys Filmkarriere mit einer Ausbildung im Schneideraum. Ab 1947 ist er als dritter Regieassistent nachzuweisen. 1955 debütierte er als Regisseur beim Fernsehen; mit der 1959 hergestellten britischen Neuverfilmung des unmittelbar zuvor gedrehten deutschen Kriegsfilms Rommel ruft Kairo (Foxhole in Cairo) gab Moxey seinen Regieeinstand beim Kinofilm.
Obwohl stets ein B-Film-Regisseur, verzeichnete John Moxey in den 1960er Jahren einige moderate Erfolge mit Krimis und Horrorfilmen wie der Schauergeschichte Stadt der Toten und dem Krimi Circus of Fear, der britischen Fassung eines Edgar-Wallace-Krimis, der in der deutschen Version 1965/66 von Werner Jacobs unter dem Titel Das Rätsel des silbernen Dreieck mit der identischen Besetzung inszeniert wurde. Zu dieser Zeit war jedoch das Fernsehen sein zentraler Arbeitgeber, und er inszenierte Folgen populärer Krimiserien wie Der Baron und Simon Templar. Anschließend verflachte Moxeys Œuvre endgültig. Er übersiedelte in die USA und drehte in Hollywood nahezu ausschließlich konventionelle Fernsehware. Anfang der 1990er Jahre zog er sich ins Privatleben zurück und ließ sich im US-Bundesstaat Washington nieder. Sein Schaffen umfasst rund 100 Produktionen.
John Llewellyn Moxey starb im April 2019 im Alter von 94 Jahren in University Place im Bundesstaat Washington.

## Filmografie (Auswahl)
- 1959: Foxhole in Cairo
- 1960: Stadt der Toten (The City of Dead)
- 1962: Der Dolch im Rücken (Death Trap)
- 1963: Küsse für den Mörder (Ricochet)
- 1963: Hold My Hand, Soldier
- 1964: Downfall
- 1964: Face of a Stranger
- 1965: Strangle’s Web
- 1966: Circus of Fear (brit. Version von Das Rätsel des silbernen Dreieck)
- 1966: Der Baron (TV-Serie, mehrere Folgen)
- 1967: The Solarnauts (Kurzfilm)
- 1967: Dial M for Murder
- 1963–68: Simon Templar (TV-Serie, mehrere Folgen)
- 1968: Laura
- 1968: A Hatful of Rain
- 1970: Das Geisterhaus (The House That Would Not Die)
- 1970: Escape
- 1971: Der Hauch des Bösen (A Taste of Evil)
- 1971: Ein tödlicher Fehler (The Death of Me Yet)
- 1972: Kopfgeldjäger (The Bounty Man)
- 1972: Unter Mordverdacht (Home for the Holidays)
- 1973: Genesis II
- 1968–74: Mannix (TV-Serie, mehrere Folgen)
- 1974: Where Have All the People Gone
- 1975: Foster and Laurie
- 1975: Conspiracy of Terror
- 1976: Nightmare – Im Lager der gequälten Frauen (Nightmare in Badham County)
- 1977: Panik im Echo Park (Panic in Echo Park)
- 1977: Intimate Strangers
- 1978: Die Geliebte des Präsidenten (The President’s Mistress)
- 1978: The Courage and the Passion
- 1979: Pater Brown läßt sich nicht bluffen (Sanctuary of Fear)
- 1979: The Power Within
- 1979: Ebony, Ivory and Jade
- 1979: The Solitary Man
- 1980: The Children of An Lac
- 1980: The Mating Season
- 1981: Schatten des Bösen (No Place to Hide)
- 1981: Killjoy – Mörderische Begegnung (Killjoy)
- 1982: I Desire
- 1983: Satan in Weiß (The Cradle Will Fall)
- 1983: Nachts, wenn der Tod lauert (Through Naked Eyes)
- 1985: Traum des Schreckens (When Dreams Come True)
- 1987: Die Spur des Bösen (Deadly Deception)
- 1987: Detective Sadie schlägt zu (Sadie and Son)
- 1988: Die Känguruh-Lady (Outback Bound)
- 1988: Dark Angel (Lady Mobster)
- 1984–90: Mord ist ihr Hobby (TV-Serie, mehrere Folgen)